# Jean-Marie Martinel de Visan
Jean-Marie Philippe Martinel de Visan est un homme politique français né le 14 novembre 1762 au Rousset (Drôme) et mort le 21 février 1833 à Avignon (Vaucluse).

## Biographie
Homme de loi, il est administrateur du département en 1791 et est élu suppléant à la Convention. Il est admis à siéger comme député de la Drôme le 18 octobre 1792 et siège avec les modérés, votant la détention de Louis XVI. Il passe au Conseil des Cinq-Cents le 22 vendémiaire an IV et participe activement au coup d’État du 18 fructidor an V et devient secrétaire de l'assemblée. Favorable au coup d'État du 18 Brumaire, il siège au Corps législatif jusqu'en 1803.